# Здравко Печар (атлетичар)
Здравко Печар (12. јануар 1950 — 3. април 2025) био је словеначки  и југословенски бацач диска. Такмичио се за Југославију на Летњим олимпијским играма 1972. године.

## Биографија
Здравко Печар је рођен у Марибору 12. јануарa 1950. Здравко је током спортске каријере осам пута обарао национални југословенски рекорд у бацању диска, а 1974. године постигао је свој најбољи резултат од 60,72 метра, чиме је постао први југословенски бацач диска који је пребацио границу од 60 метара. Такође, био је и балкански шампион у петобоју. Средином седамдесетих година, студирао је на универзитету Бригам Јанг у Сједињеним Америчким Државама, где је постао студентски шампион САД. На Олимпијским играма 1972. године у Минхену, представљао је Југославију и заузео 18. место.
Преминуо је у априлу 2025. године, у 76. години живота.